# Niels-Stensen-Gymnasium
Das Niels-Stensen-Gymnasium (NSG) war ein katholisches Gymnasium im Hamburger Stadtteil Harburg. Das Gymnasium nutzte das denkmalgeschützte Gebäude der ehemaligen Feuerwache Harburg, dazu einen Neubau. Benannt war es nach dem Wissenschaftler und katholischen Bischof Niels Stensen. Das Gymnasium wurde zum Ende des Schuljahres 2024/25 geschlossen.

## Geschichte und Architektur

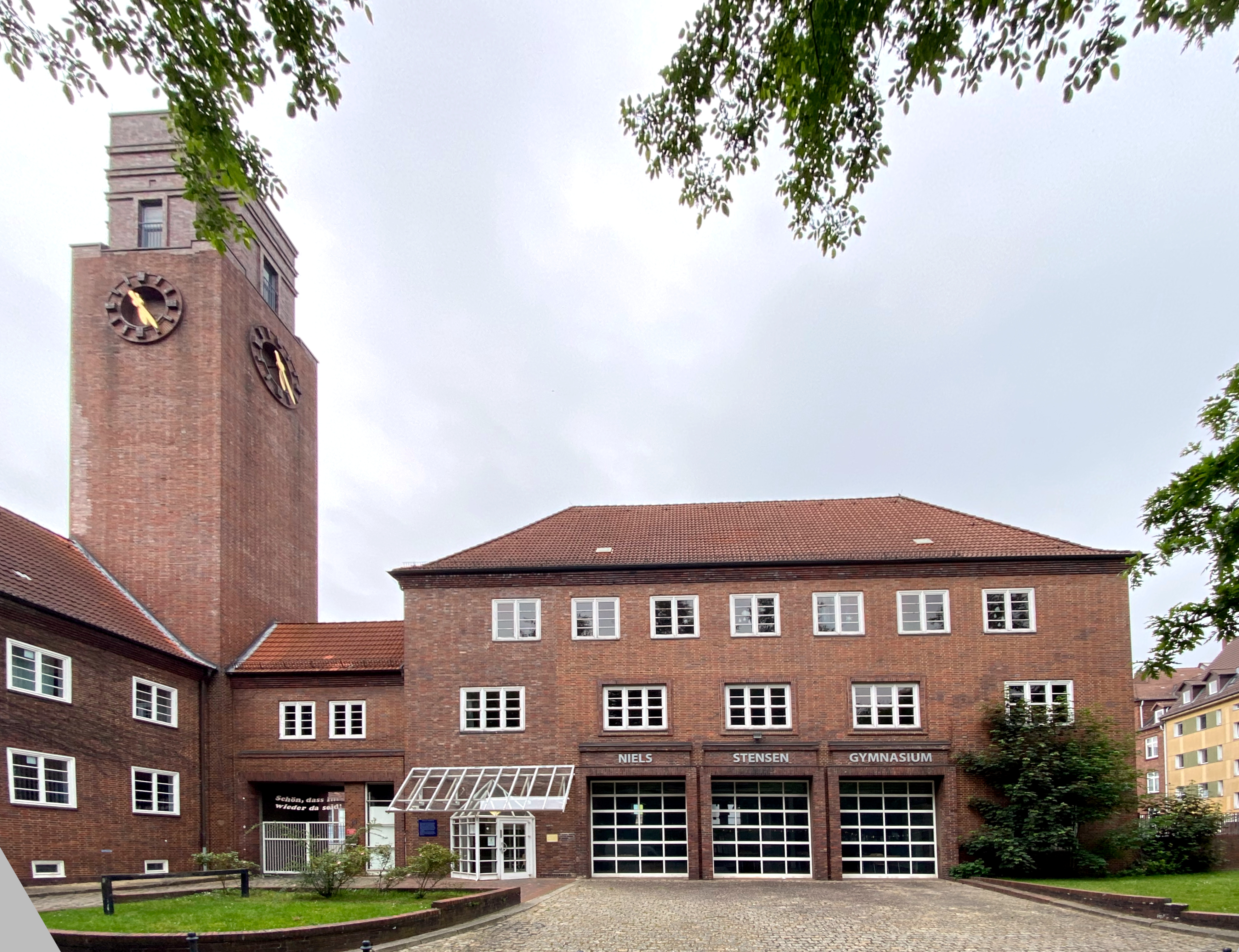
Das Schulgebäude der ehemaligen Feuerwache

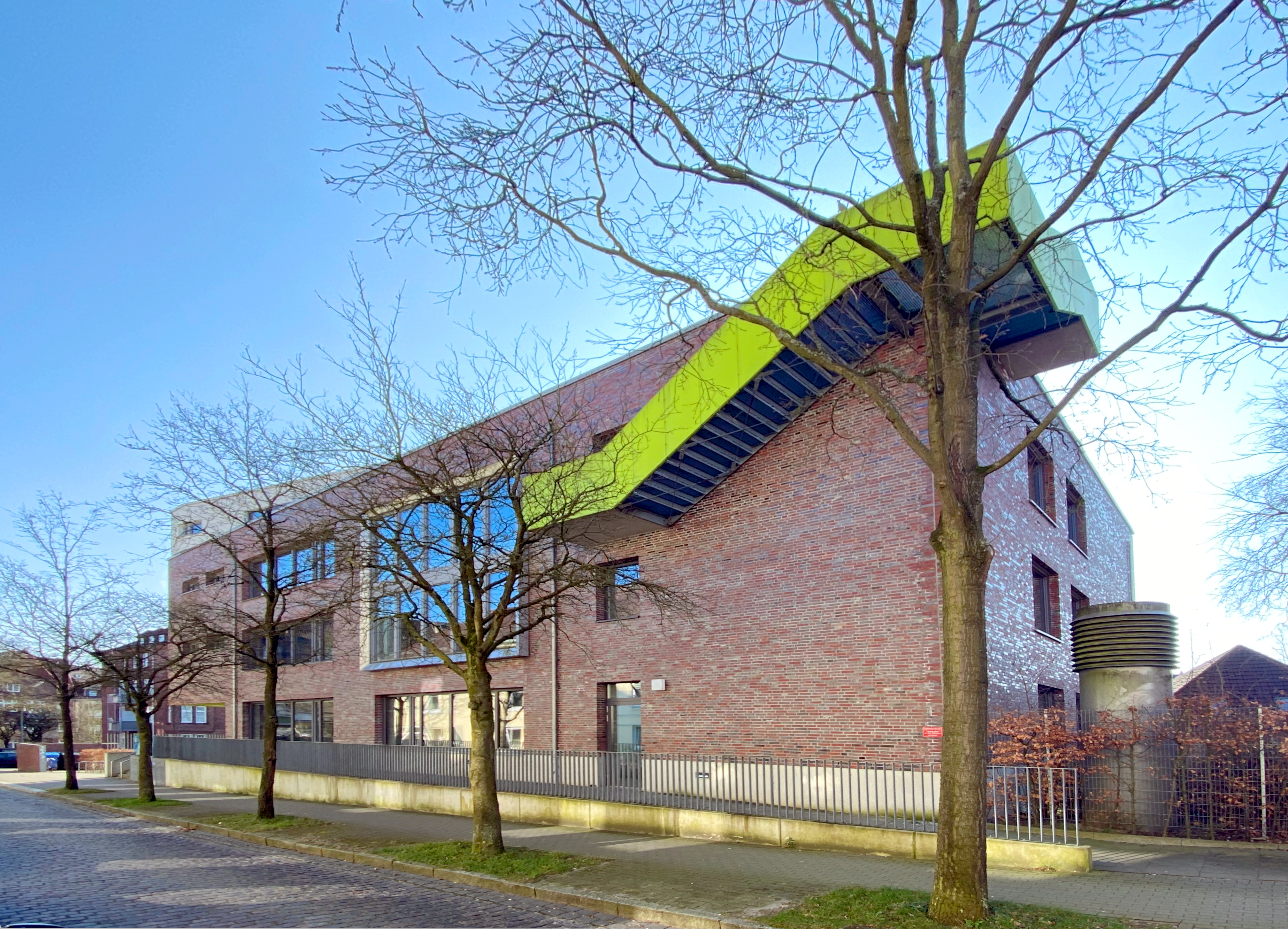
Neubau von 2011 zur Haeckelstraße

Das Gymnasium wurde 2003 als Zweigstelle der Sophie-Barat-Schule gegründet, begonnen wurde der Schulbetrieb mit zwei fünften Klassen in angemieteten Räumen an der Barlachstraße in Harburg. 2006 folgte die staatliche Anerkennung als Gymnasium, ab diesem Jahr wurde die Schule dreizügig. 2009 begann der Unterricht der Oberstufe, die im ehemaligen Gebäude der Feuerwache in der Hastedtstraße 30 erfolgt. 2011 bezogen Teile des Gymnasiums einen Neubau an der Haeckelstraße, die an das Gelände der Feuerwache angrenzen. Der Entwurf für den Neubau ging aus einem Wettbewerb des Katholischen Schulverbands hervor, und wurde im Umfeld der ehemaligen Feuerwache realisiert.
2017 ging die Trägerschaft aller katholischen Schulen in Hamburg vom Katholischen Schulverband Hamburg auf das Erzbistum Hamburg über. 2018 gab das Erzbistum bekannt, dass das Gymnasium zusammen mit weiteren vier der 21 katholischen Schulen in Hamburg geschlossen werden soll. Die Schließung des Gymnasiums aus wirtschaftlichen Gründen sollte ursprünglich binnen fünf Jahren erfolgen. Im Juli 2019 teilte Erzbischof Stefan Heße den Initiatoren der Initiative Hamburger Genossenschaft mit, dass die von der Schließung betroffenen katholischen Schulen in Hamburg – einschließlich des Niels-Stensen-Gymnasiums – nicht von der Initiative betrieben werden sollen. 2021 plante das Bistum, das Niels-Stensen-Gymnasium 2025 zu schließen.
Die Schließung wurde im Juli 2025 vollzoigen. Die Katholische Schule Harburg, eine Grundschule, zieht in das freiwerdende Gebäude des Niels-Stensen-Gymnasiums.

## Schulprofil
Das Haupteinzugsgebiet des Gymnasiums sind die Hamburger Stadtteile südlich der Elbe, insbesondere Eißendorf, Heimfeld, Harburg und Rönneburg. Für das Gymnasium wurde 2011 ein Sozialindex von 4 errechnet. Im Schuljahr 2016/17 hatten 56 % der Schüler des Niels-Stensen-Gymnasiums einen Migrationshintergrund.